# Куцій Василь Володимирович
Куцій Василь Володимирович (V.Z.K. - Василь з конопель) (8 квітня 1984, с. Дубівці, Галицький район, Івано-Франківська область, Українська РСР — 9 вересня 2022, с. Мазанівка, Краматорський район, Донецька область, Україна) — український репер та військовослужбовець, молодший сержант Збройних сил України, бойовий медик механізованого взводу 30-ї окремої механізованої бригади імені князя Костянтина Острозького. Лауреат фестивалю «Червона рута» у номінації «Танцювальна музика» (2007), легенда франківської андерграундної реп сцени.

## Біографія
Ранні роки
Народився 8 квітня 1984 року в селі Дубівці Галицького району Івано-Франківської області. Навчався у школі №18 м. Івано-Франківська. У 1999–2002 роках здобув фах рихтувальника кузовів у Вищому професійному училищі №13. Військову службу проходив у місті Делятин у ракетних військах. Після служби працював охоронцем, рекламним агентом, агентом з нерухомості, а також на підприємствах у Польщі.
Творча діяльність
У 2007 році Василь став переможцем фестивалю «Червона рута» в номінації «Танцювальна музика». Відомий під псевдонімом «V.Z.K» (Василь з Конопель) і альтер-его Василь Смердюча Шкарпетка. Мав хист до репу і творчості, яку називав своїм покликанням. Вважав творчість способом виразити любов до України та плекав гордість за рідну культуру.
Особистість
Був веселою, відкритою та щирою людиною. Любив читати «Кобзар» Тараса Шевченка, який був його моральним орієнтиром. Важливою частиною його життя залишалося рідне село Дубівці. Умів підтримати друзів і родину, був добрим та чуйним.

## Військова служба
У травні 2022 року, після важкої хвороби матері, Василь вирішив піти добровольцем на війну. Закінчив медичні курси та отримав посаду бойового медика у 30-й окремій механізованій бригаді. Брав участь у бойових діях на Донеччині. В одному з підписів до фото з війни залишив слова: «Спи спокійно, Україно! Василь цинкує!».
9 вересня 2022 року загинув під час штурмових дій поблизу села Мазанівка Краматорського району Донецької області.

## Родина
У Василя залишилися 10-річний син Данило, брат Микола, батько та інші рідні. Василь був опорою для своєї сім’ї, зокрема підтримував брата під час його служби у Збройних силах України.

## Нагороди та пам'ять
Орден «За мужність» ІІІ ступеня (посмертно).
Відзнака міського голови Івано-Франківська «За честь і звитягу» (посмертно).